# Lepidobatrachus asper
Lepidobatrachus asper es una especie de anfibio anuro de la familia Ceratophryidae.  Se distribuye por Argentina, Paraguay y, posiblemente, en Bolivia. Las principales amenazas a su conservación son los fuegos y el sobrepastoreo.